# Devon Park
 (décembre 2024).
Si vous disposez d'ouvrages ou d'articles de référence ou si vous connaissez des sites web de qualité traitant du thème abordé ici, merci de compléter l'article en donnant les références utiles à sa vérifiabilité et en les liant à la section « Notes et références ».
Le Devon Park est un stade de baseball à Oklahoma City, dans l'Oklahoma, aux États-Unis. Ouvert en 1987, il est entièrement destiné à la pratique du softball, dont il doit accueillir le tournoi lors des Jeux olympiques d'été de 2028, organisés à Los Angeles, en Californie.
Depuis 1990, il accueille les Women's College World Series (en), la phase finale à huit équipes du tournoi de softball féminin de la Division I de la NCAA. La seule exception a eu lieu en 1996, lorsqu'elle s'est déroulée à Columbus, en Géorgie, dans le stade qui serait utilisé pour le softball lors des Jeux olympiques de cette année-là.